# 권업회
권업회(勸業會)는 러시아 연해주에 설립된 대한민국의 항일독립운동 단체이다. 경술국치 이후 1911년 연해주에서 설립되어, 초기의 독립운동을 이끌었다.  1914년 '연해주 이민 50주년'에 맞추어 이상설, 이동휘, 이동녕 등 권업회의 핵심 회원들이 주도하여, 블라디보스톡에 대한광복군 정부(大韓光復軍政府)를 건립하였다. 같은 해인 1914년 8월 7일 권업회와 대한광복군 정부는 러시아에 의해 강제 해산되었다.

## 설립 배경
당시 연해주에는 1864년 이래 권업회 창립 전후까지 20만명 가량의 한인이 이주하여 한인사회를 형성하였다. 이들의 부류를 보면, 다음과 같다.
- 첫째, 러일전쟁 이전에 이주하여 경제적 토대를 이루고, 러시아에 귀화하여 정치·경제적 지위와 신분을 획득한, 최재형을 비롯하여 최봉준(崔鳳俊)·김학만(金學萬)·김도녀(金道汝)·차석보(車錫甫)·김익용(金翼鎔)·김병학(金秉學) 등이다. 이들은 한인의 이주와 개척에 중요한 역할을 수행, 한인사회의 지도급 인물로 부상하여 한인의 경제적·사회적 지위 향상에 기여해 왔다. 그 결과 각 지방 한민회의 풍헌(風憲)·풍속(風俗)·도헌(都憲) 등의 직임을 맡아 한인사회의 자치제 확립에 기여하였다.

- 둘째, 국내 및 간도에서 일제와 항전하다 북상한 이범윤·홍범도·유인석 등 의병 계열이다. 이들은 1908년을 전후 최재형 등과 연합하여 의병단(義兵團)을 정비, 1910년 5월 13도의군을 편성하여 국내진입작전을 전개하였다.

- 셋째, 국내 등의 지역에서 애국계몽운동을 하다가 군대 해산 전후로 망명하여, 연해주를 독립운동기지로 삼은 계열이다. 헤이그특사로 갔다가 미국으로 건너가 국민회 결성에 참여하고, 북미지방 총회장인 정재관(鄭在寬)과 함께 연해주에 온 이상설을 비롯하여 신민회 등에서 활동하던 이종호·신채호·이동휘·김하구(金河球)·윤해 등이다. 이들은 급진적 의병항전보다는 민족의 실력 양성을 바탕으로 ‘독립전쟁론’에 더 큰 비중을 두었다. 이들은 연해주에 미주의 대한인국민회(大韓人國民會) 시베리아지방 총회와 그 지회(支會) 등을 결성하였다.

## 개요
최재형을 비롯하여 연해주에서 한인의 이주 개척과 자치, 항일독립운동에 투신해 온 인물들이 13도의군과 성명회를 조직하였다가 핵심들이 일제의 외교공세로 곧 러시아 당국에 체포, 투옥되었지만, 1911년 들어 감옥에서 풀려나 블라디보스톡에 재집결하였다.
1911년 5월 20일 이종호(李鍾浩), 엄인섭(嚴仁燮), 최재형, 홍범도, 김익용(金翼鎔), 강택희(姜宅熙), 등이 주축이 되어 블라디보스토크 신한촌(新韓村)에서 조직한 국권피탈 이후 초기의 최대 한민족 항일독립운동단체이다. 겉으로 명칭만 보면 순수한 경제활동을 위한 단체인 것처럼 보이나 이것은 일제와 러시아의 탄압과 감시를 피하기 위하여 위장으로 붙인 것이고 실제로는 항일구국운동을 목적으로 하였다.

## 조직
창립 당시 본부는 러시아 블라디보스토크의 신한촌에 두었으며, 연해주 주요 지역에 지회와 분사무소를 두었다. 회장에 최재형(崔才亨), 부회장에 홍범도(洪範圖)를 선임하였다. 각 지방으로 회원권유위원(會員勸誘委員)이 파견되어 회세(會勢) 급속 확장하였다. 권업회는 대외 활동의 편의를 위하여 러시아 극동총독(極東總督) 곤닷지의 허가를 얻었다. 그 해 12월 17일 다시 총회를 개최하여 회칙을 개정하고, 조직을 의사부와 집행부로 나누어 의사부의 의장과 부의장이 회를 대표하기로 하였다.
- 의장에 이상설(李相卨), 부의장에 이종호가 선임.

- 권업회의 회원수는 1913년 10월 2,600명, 1914년 8,579명.

## 활동
권업회의 근본 목표는 광복군(光復軍) 양성에 있었다. 광복군 양성의 기반이 되는 교육의 진흥과 농,공,상 등 실업의 권장을 주창하였고, 군대의 양성은 가능한 한 비밀리에 추진하였다.
- 《권업신문》을 창간하여 민족정신을 고양하고, 교민을 단결시키며, 한민의 지위 향상을 위해 노력하였다.
- 한인의 교육진흥 사업으로 블라디보스톡 한인촌에 있던 한인학교인 계동학교(啓東學校)를 대규모의 한민학교(韓民學校)로 확대하여 한인들의 민족주의 교육의 중추로 삼았다.

### 군사활동
- 권업회는 광복군 간부의 양성을 위해 1913년부터 동북만 수분대전자의 나자구에 독립운동사 상 최초의 사관학교인 대전학교(大甸學校)를 설립, 운영하였다. 졸업생이 상당수에 달했던 것으로 보인다.

- 광복군의 군영지(軍營地) 확보를 위해 러시아의 극동총독과 교섭을 벌여 적지의 조차(租借)를 추진하였다. 라브류와 밀산부 북쪽에 있는 항카호 주변의 이류가(伊柳街) 및 흑룡강(黑龍江)과 송화강이 합류하는 강구(江口)인 올라까하라는 곳의 토지를 조차하였다. 겉으로는 한인의 집단 이주를 추진하는 것 같이 하였지만 군영지 마련과 광복군의 훈련을 위한 것이었다.

- 양군호(養軍號)와 해도호(海島號) 등으로 불리는 광복군 양성을 위한 비밀결사를 운영하였다. 양군호와 해도호는 겉으로 잡화상점에 불과하나 실제로는 광복군 양성을 위한 비밀활동을 전개하였다.

- 홍범도가 회장으로 있던 노동회(勞動會)도 한인 노동자에게 일터를 마련하여 생활을 안정시키는 동시에 수입 중 일부를 저축하여 광복군을 양성하는 데 쓰였던 결사로 본다.

이상설을 비롯한 이동휘·이동녕·이종호·정재관 등이 주가 되어 중국과 러시아에서 독립운동 세력들을 규합, '연해주 이민 50주년'에 맞추어 1914년 블라디보스톡에 대한광복군정부(大韓光復軍政府)를 건립하였다. 이상설과 이동휘를 각기 정·부통령으로 선출, 국내의 모든 독립운동을 주도하였다. 그러나 광복군정부는 그 해 9월에 그 모체인 권업회와 함께 러시아의 전시체제 확립에 따라 탄압을 받아 더 이상 활동하지 못하게 되고 말았다.

## 해체
권업회의 규모가 커짐에 따라 러일전쟁에 패한 러시아 정부는 권업회가 정치적 목적을 띄고 있음을 간파하고, 한인들의 정치·사회활동을 탄압하였다. 1914년 제1차 세계 대전이 발발하자 이 해 8월 블라디보스토크에는 계엄령이 선포되었다. 러시아 주재 블라디보스토크 일본 영사관에서는 러시아 당국에 권업회와 권업신문 등의 폐지와 이종호, 이동녕(李東寧), 김하구, 오주혁(吳周赫), 이갑, 안공근(安恭根) 등 블라디보스토크, 연추, 니콜스크-우수리스크 등지에서 활동하는 한인 운동자들의 추방을 요청하였다. 러시아는 제1차 세계대전의 동맹국이 된 일본과의 관계 악화를 우려하여 1914년 8월 7일 권업회를 강제로 해산하고 기관지인 『권업신문(勸業新聞)』도 정간되었다. 그러나 권업회의 전통은 1917년 전로한족중앙회(全露韓族中央會)의 창설로 이어졌다. 연해주 지역 한인들의 이러한 활동을 통한 유대와 항일독립투쟁 의지는 1919년 3월 17일 성립된 대한국민의회의 토대가 되었다. 이후 대한국민의회는 1919년 9월 11일 중국 상하이의 대한민국 임시정부에 통합되었다.

## 같이 보기
- 동의회
- 최재형
- 홍범도
- 이상설
- 이종호
- 대한광복군정부
- 대한국민의회